# Stephen Lindsey

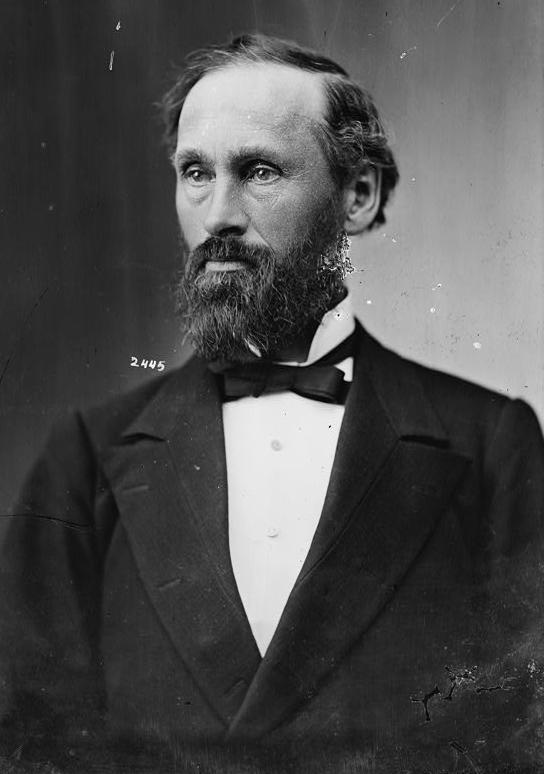
Stephen Lindsey

Stephen Decatur Lindsey (* 3. März 1828 in Norridgewock, Maine; † 26. April 1884 ebenda) war ein US-amerikanischer Politiker. Zwischen 1877 und 1883 vertrat er den Bundesstaat Maine im US-Repräsentantenhaus.

## Werdegang
Stephen Lindsey besuchte die öffentlichen Schulen seiner Heimat und dann die Broomfield Academy. Nach einem anschließenden Jurastudium und seiner im Jahr 1853 erfolgten Zulassung als Rechtsanwalt begann er in Norridgewock in seinem neuen Beruf zu praktizieren. Zwischen 1857 und 1860 war er außerdem Verwaltungsangestellter beim Bezirksgerichtshof im Somerset County.
Politisch war Lindsey Mitglied der Republikanischen Partei. Im Jahr 1856 saß er als Abgeordneter im Repräsentantenhaus von Maine. Zwischen 1868 und 1870 gehörte er dem Staatssenat an, dessen Präsident er 1869 war. In den Jahren 1860 und 1868 war er Delegierter zu den Republican National Conventions, auf denen Abraham Lincoln und später Ulysses S. Grant als Präsidentschaftskandidaten nominiert wurden. 1874 war Lindsey Mitglied des Regierungsrats von Maine.
1876 wurde er im dritten Wahlbezirk von Maine in das US-Repräsentantenhaus in Washington, D.C. gewählt. Dort trat er am 4. März 1877 die Nachfolge von Edwin Flye an. Nach zwei Wiederwahlen konnte er bis zum 3. März 1883 drei zusammenhängende Legislaturperioden im Kongress absolvieren. In dieser Zeit endete die Reconstruction in den Staaten der ehemaligen Konföderation. 1882 verzichtete Lindsey auf eine erneute Kandidatur. In der Folge war er bis zu seinem Tod im Jahr 1884 wieder als Anwalt tätig.